# 馮俊 (天順進士)
馮俊（1430年—1496年），字士彥，廣西慶遠府宜山縣人，明朝政治人物。進士出身。

## 生平
廣西鄉試第六名。天順四年（1460年）庚辰科會試第七十三名，殿試登進士第三甲第五十九名。初援刑部主事，歷員外郎。成化十一年（1475年），擢福建按察副使，後遷廣東布政。弘治九年（1496年）病逝。

## 家族
曾祖馮太乙。祖父馮思義。父馮永敬。子馮良輔为成化十七年进士。